# ジョニー・アダムス
ジョニー・アダムス（Johnny Adams、1932年1月5日 - 1998年9月15日）は、米国南部ルイジアナ州ニューオーリンズを拠点に活動したR&B歌手。本名は、ラテン・ジョニー・アダムス・ジュニア。カントリー的なサザン・ソウルで知られた。

## 来歴
ソウル・リヴァイヴァーズ、ベッシー・グリフィン&ハー・ソウル・コンソリデーターズなどのゴスペル・グループの歌手として活躍した後、1959年、リック・レーベルからデビュー。ほか、60年代にはウォッチ、ゴーンなどの地元レーベルからもシングルをリリースしている。特にSSSインターナショナル・レーベルの「リリース・ミー」（1968年）はカントリー色を押し出したバラードで、彼の代表曲のひとつに数えられる。他の代表曲には「リコンシダー・ミー」などがある。
1984年にラウンダー・レコードからの1作目『フロム・ザ・ハート』をリリースした。以降は、亡くなるまで同レーベルに所属し、計9枚のアルバムをリリースした。1986年には、アール・キングとともに来日公演も行っている。
1997年に前立腺ガンに侵されていることが判明した。闘病生活に入るが、その後も彼のために企画されたトリビュート・コンサートなどには姿を現した。翌1998年春のニューオーリンズ・ジャズ&ヘリテッジ・フェスティバルにも出演している。同年夏には、闘病中にレコーディングを重ねたアルバム『マン・オブ・マイ・ワード』をリリースした。アルバム・リリース約1か月後の9月15日、アダムスはバトンルージュ市の病院で亡くなった。66歳だった。

## ディスコグラフィ

### オリジナル・アルバム
- 1969年 『Heart & Soul』 (SSS International)
- 1976年 『Stand By Me』 (Chelsea)
- 1978年 『After All The Good Is Gone』 (Ariola)
- 1984年 『From The Heart』 (Rounder)
- 1986年 『After Dark』 (Rounder)
- 1988年 『Room With A View Of The Blues』 (Rounder)
- 1989年 『Walking On A Tighrope: The Songs Of Percy Mayfield』 (Rounder)
- 1991年 『The Real Me: John Adams Sings Doc Pomus』 (Rounder)
- 1993年 『Good Morning Heartache』 (Rounder)
- 1995年 『The Verdict』 (Rounder)
- 1996年 『One Foot In The Blues』 (Rounder)
- 1998年 『Man Of My Word』 (Rounder)

### 編集盤
- 1976年 『Reconsider Me: Golden Classics Edition』 (Collectables)
- 1991年 『I Won't Cry (early recordings) 』(Rounder)
- 1994年 『Best Of New Orleans Rhythm & Blues Volume One』 (Mardi Gras)
- 2001年 『Released: A Memorial Album』 (RPM)
- 2022年 『Only Want to Be With You』(Sunset Blvd)
- 『Reconsider Me』 (Charly)
- 『Christmas In New Orleans』 (Hep Me)
- 『The Many Sides Of Johnny Adams』 (Hep Me)
- 『Sweet Country Voice Of Johnny Adams』 (Hep Me)
- 『Old Flames』 (P-Vine)